# Androsace lactea
Androsace lactea är en viveväxtart som beskrevs av Carl von Linné. Androsace lactea ingår i släktet grusvivor, och familjen viveväxter. Inga underarter finns listade i Catalogue of Life.

## Bildgalleri

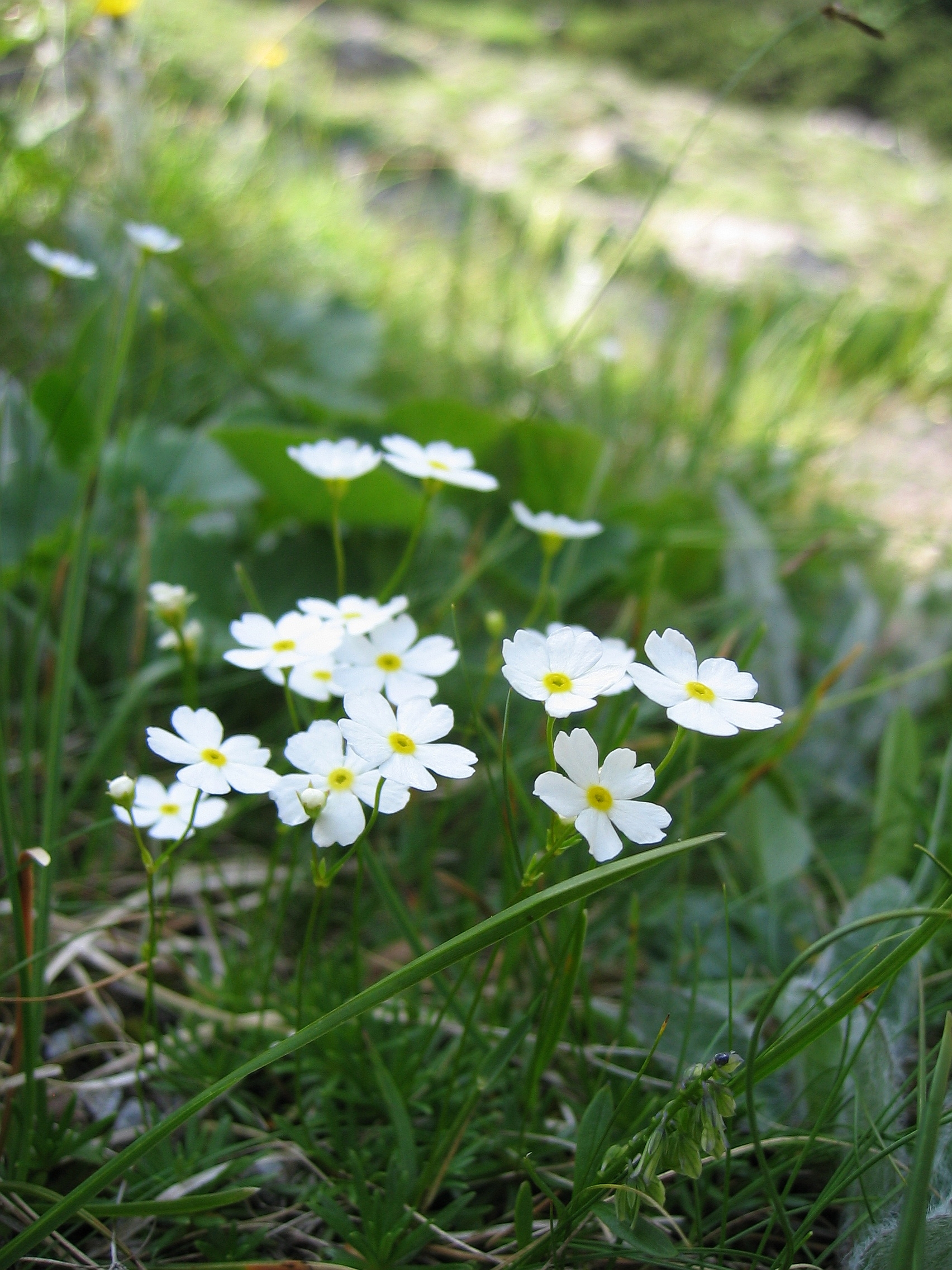
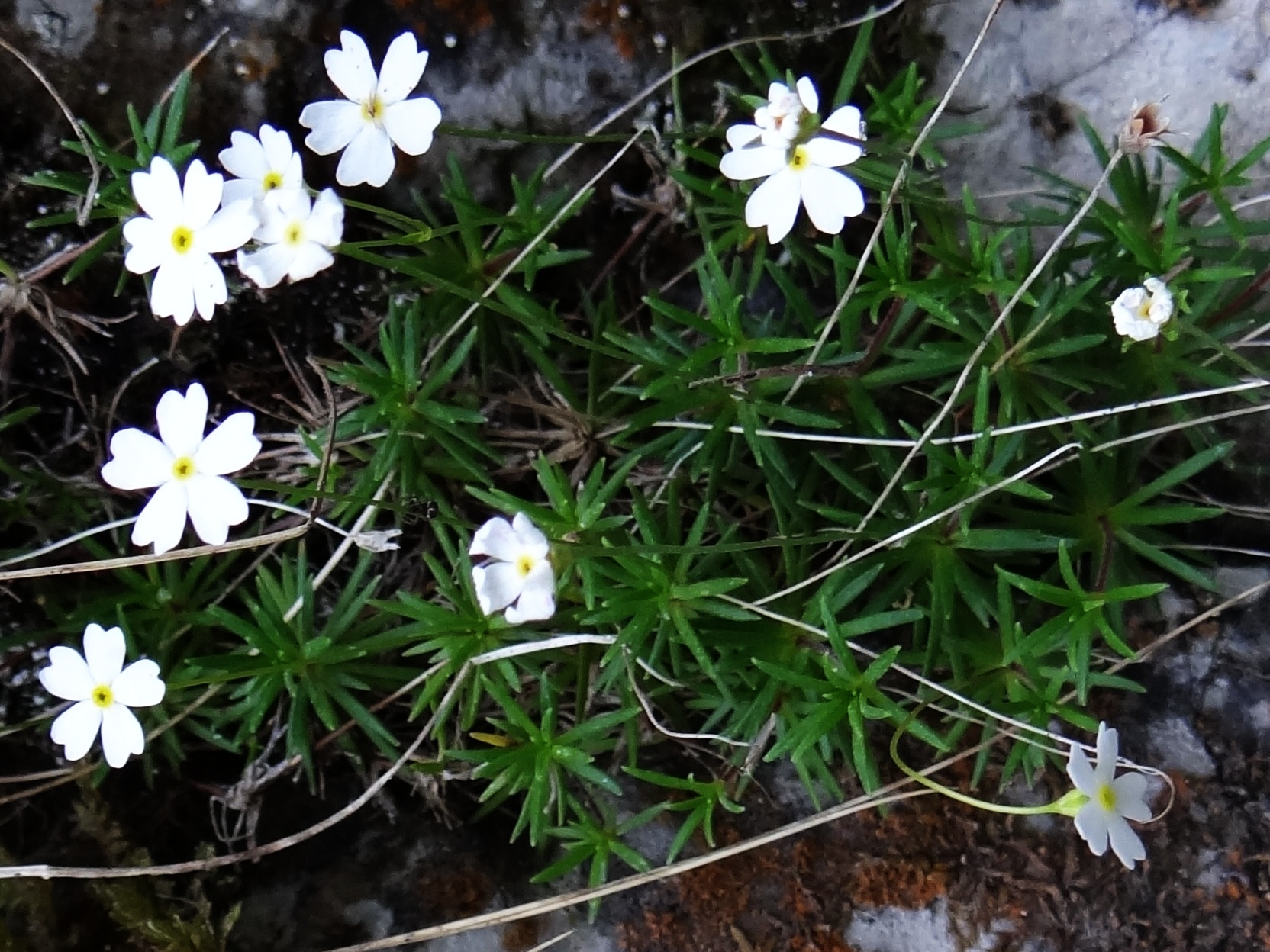
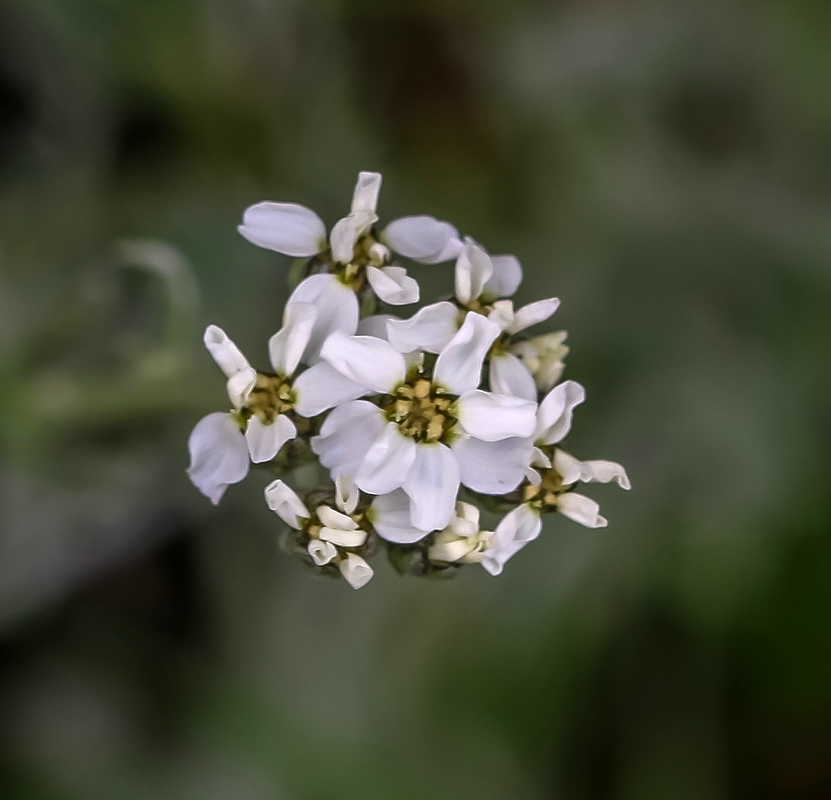
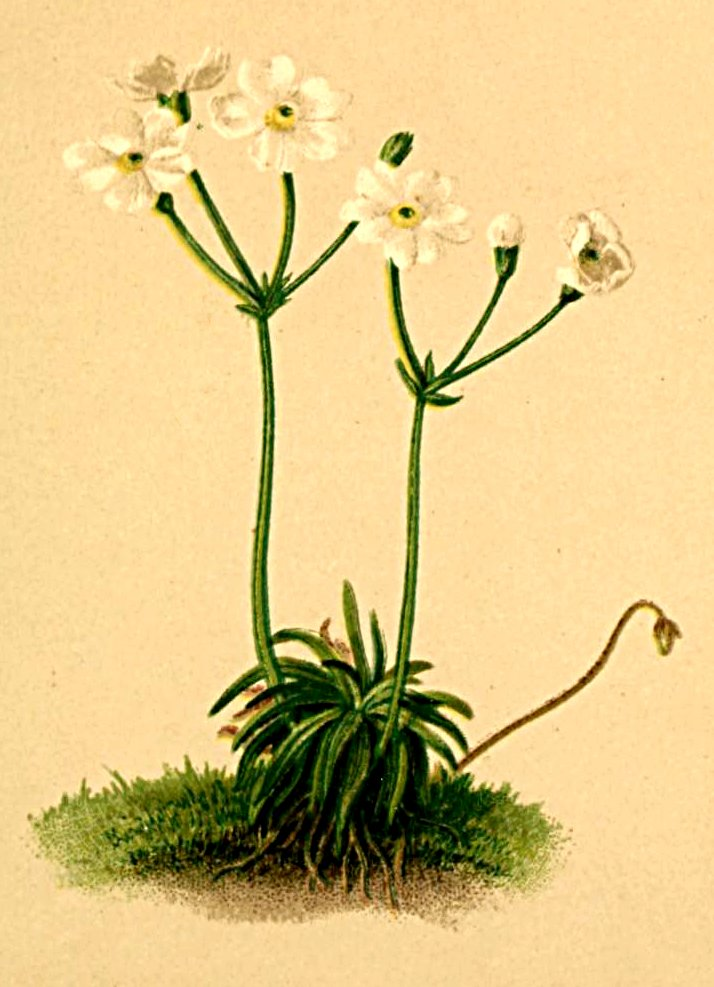